# Bašelj
Bašelj – wieś w Słowenii, w gminie Preddvor. W 2018 roku liczyła 450 mieszkańców.